# Paulo Eduardo Martins
Paulo Eduardo Lima Martins (Presidente Venceslau, 20 de abril de 1981) es un periodista y político brasileño afiliado Partido Social Cristiano (PSC). Anteriormente estuvo afiliado al PSDB. Actualmente se desempeña como Diputado Federal por Paraná y comentarista político del programa "Notícias da Massa".

## Biografía
Nacido el 20 de abril de 1981 en Presidente Venceslau, es un periodista brasileño, actuando como comentarista del programa SBT Paraná de la Rede Massa de Curitiba, afiliada a SBT. En 2014, en vísperas de las elecciones presidenciales, fue destituido por la dirección de la emisora, debido a sus críticas dirigidas a la presidenta Dilma Rousseff, al gobierno y al Partido de los Trabajadores. Sin embargo, fue reincorporado nuevamente al equipo del programa.
En las elecciones de 2014, se postuló para un escaño en la Cámara de Diputados por el PSC de Paraná, obteniendo 63.970 votos (1,13%). Sin embargo, asumió el cargo el 17 de marzo de 2016, tras la salida de los titulares Valdir Rossoni (PSDB) y Edmar Arruda (PSC); el impedimento del primer suplente, Osmar Bertoldi (DEM), quien estaba preso o prófugo; y la salida del segundo suplente, Reinhold Stephanes (PSD), designado secretario en el gobierno de Paraná.
Tanto en su labor como periodista y comentarista como como Diputado Federal, ha expresado posiciones conservadoras en el sentido social y liberales en el económico. Como ejemplo de ello, se ha pronunciado en contra del estatuto de desarme, el aborto y la legalización de las drogas. En el sentido económico, entre algunas posiciones, está la defensa de la privatización de las empresas estatales, la reducción de la carga fiscal, la reducción del control estatal sobre la economía, la flexibilización de las leyes laborales y la reducción del poder de los sindicatos. Además, favorece la restauración de la monarquía brasileña. Paulo Martins ha declarado varias veces su preferencia por el parlamentarismo monárquico.
En las Elecciones Generales de 2018 se postuló para un escaño en la Cámara de Diputados Federal por el Partido Social Cristiano (PSC), habiendo sido elegido con 118.754 votos.
El 2 de febrero de 2019 asumió como Diputado Federal por Paraná en la 56° Legislatura del Congreso Nacional. Llegó a ser líder del PSC en la Cámara de Diputados, dejando la jefatura el 19 de marzo de 2019, totalizando 44 días. En abril, asumió la presidencia del PSC de Paraná. Fue ponente de la medida provisional 871/19, cuyo objetivo era frenar el fraude en el sistema de seguridad social, aprobada en junio de 2019.

## Controversias
En junio de 2019, Paulo Eduardo Martins ayudó a difundir noticias falsas que involucraban a periodistas de The Intercept, luego de haber transmitido textos y fotos que mencionaban que Greenwald fue acusado de terrorismo y condenado por un delito contra la seguridad del Reino Unido, además de contenido sobre la fuga del Jet.
La actitud del político se repite, ya que en diciembre de 2018 su perfil en la red social Facebook fue borrado bajo el argumento, por parte de los administradores de la red, de "spam, fake news, así como el uso de identidades falsas".